# Жидких, Владимир Александрович
Владимир Александрович Жидких (р. 11 ноября 1961, Северск, Томская область) — заместитель главы администрации (губернатора) Томской области (1993—1998; 1999—2002 и с 2012 по 2016), член Совета Федерации ФС РФ (2002—2003; 2007—2012), депутат Госдумы ФС РФ (2003—2007), полномочный представитель Президента РФ в Томской области (1998—1999).

## Биография
Владимир Жидких окончил механический факультет ТИСИ в 1984 году.
С 1984 по 1986 г. — мастер автобазы строительного объединения «Химстрой» (г. Северск Томской области).
В 1988—1990 годах — командир роты милиции отдела внутренних дел г. Северска, был руководителем комсомольской организации.
В 1990 году В. Жидких был избран депутатом Совета народных депутатов г. Северска, где проработал заместителем председателя по март 1992 года.
С 1992 по 1993 г. — заместитель главы администрации г. Северска.
С сентября 1993 года — заместитель Главы Администрации Томской области. На этом посту координировал совместную деятельность администрации области и правоохранительных, судебных и военных органов Томской области. Одновременно возглавлял областную комиссию по чрезвычайным ситуациям.
C декабря 1995 года — первый заместитель Губернатора Томской области. Курировал различные направления деятельности: от общественной безопасности, информационной политики, работы с территориями до внешнеэкономических и межрегиональных связей Томской области и работы представительства АТО при Правительстве Российской Федерации.
В 1996 году он успешно окончил Академию государственной службы при Президенте РФ по специальности «юриспруденция».
C февраля 1998 года по октябрь 1999 — полномочный представитель Президента РФ в Томской области.
С 1999 г. — первый заместитель Губернатора Томской области.
С февраля 2002 года по ноябрь 2005 года — Председатель Томского регионального отделения партии «Единая Россия». После провала партии на выборах в Думу города Томска подал в отставку.
С 25 сентября 2002 по 7 декабря 2003 года Жидких был членом Совета Федерации Федерального Собрания РФ — представителем от администрации Томской области. Член Комитета по делам федерации и региональной политике, Комиссии по естественным монополиям, Комиссии по информационной политике.
7 декабря 2003 года Жидких был избран депутатом Государственной Думы Федерального Собрания РФ по Томскому одномандатному округу № 174, превысив результат своего ближайшего соперника Егора Лигачёва почти в два раза. Первый заместитель председателя комитета Госдумы РФ по делам федерации и региональной политике. Член фракции «Единая Россия».
В июне 2005 года в институте социально-политических исследований Российской академии наук защитил диссертацию кандидата политических наук на тему "Эволюция федерализма в современной России: политический аспект".
31 мая 2007 года Жидких назначен представителем от Думы Томской области в Совете Федерации. 19 сентября его сенаторские полномочия были подтверждены. С июня 2008 г. — Председатель Комиссии Совета Федерации по делам молодёжи и туризму.
Доктор политических наук. В июне 2009 года в институте социально-политических исследований РАН защитил докторскую диссертацию на тему «Российский федерализм: эволюция, проблемы и перспективы развития». 20 декабря 2011 года его сенаторские полномочия были снова подтверждены с связи с избранием Томской областной думы нового созыва.
C 1 сентября 2012 года — заместитель губернатора Томской области по внутренней политике. С этого же дня Совет Федерации досрочно прекратил его сенаторские полномочия.
С 3 сентября 2013 по 13 мая 2016 — заместитель губернатора Томской области по взаимодействию с федеральными органами государственной власти.
С 2016 года — декан факультета гостинично-ресторанной, туристической и спортивной индустрии Российского экономического университета им. Плеханова. Профессор кафедры политологии и социологии.

## Семья
Жена — Ирина Николаевна Жидких, имеет сына и дочь.

## Награды и почётные звания
Действительный государственный советник РФ III класса.
Почетный профессор Томского государственного архитектурно-строительного университета.
Награждён медалями «В память 1000-летия Казани», «За заслуги в проведении Всероссийской переписи населения».
Награждён Почетной грамотой СФ.
Имеет две благодарности Президента РФ.